# First Take
Albums de Roberta Flack
Chapter Two
(1970)
First Take est le premier album de la chanteuse soul américaine Roberta Flack, sorti le 20 juin 1969 chez Atlantic Records. 
Après qu'un morceau de cet album, The First Time Ever I Saw Your Face, a été inclus par Clint Eastwood dans son film Play Misty for Me de 1971, la chanson devenant numéro 1 aux États-Unis, l'album atteint le sommet du classement des albums Billboard et du Billboard R&B. 
En 2016, First Take a reçu le Grammy Hall of Fame Award.
En 2019, le site web de Roberta Flack annonce que First Take sera remastérisé et réédité en édition de luxe limitée à seulement 3000 exemplaires commémorant le cinquantième anniversaire de l'album. L'ensemble comprend un vinyle LP et deux disques compacts : un CD est l'album remastérisé et l'autre contient des « enregistrements rares et inédits ». L'ensemble sort le 24 juillet 2020.
Dans l'édition 2020 de la liste '500 plus grands albums de tous les temps de Rolling Stone, l'album est classé à la 451e place.

## Liste des pistes
| 1.    | Compared to What (en)                  | Gene McDaniels                             | 5:16 |
| 2.    | Angelitos Negros                       | Andrés Eloy Blanco, Manuel Álvarez Maciste | 6:56 |
| 3.    | Our Ages or Our Hearts                 | Robert Ayers, Donny Hathaway               | 6:09 |
| 4.    | I Told Jesus                           | air traditionnel, arrangé par Flack        | 6:09 |
| 5.    | Hey, That's No Way to Say Goodbye (en) | Leonard Cohen                              | 4:08 |
| 6.    | The First Time Ever I Saw Your Face    | Ewan MacColl                               | 5:22 |
| 7.    | Tryin' Times                           | Donny Hathaway, Leroy Hutson               | 5:08 |
| 8.    | Ballad of the Sad Young Men            | Fran Landesman (en), Tommy Wolf (en)       | 7:00 |
| 46:08 |                                        |                                            |      |

## Personnel
- Roberta Flack – piano, chant
- Bucky Pizzarelli – guitares
- Ron Carter – basse
- Ray Lucas - batterie, percussions
- Seldon Powell, Frank Wess – saxophone
- Charles McCracken, George Ricci – violoncelle
- Benny Powell – trombone
- Jimmy Nottingham, Joe Newman – trompette
- Emanuel Green, Gene Orloff – violon
- Alfred Brown, Selwart Clarke, Theodore Israel – alto
- William S. Fischer - arrangements de cor et de cordes, direction de cordes

Technique
- William Arlt - ingénieur du son
- Bob Liftin - ingénieur remixage
- Stanislaw Zagorski – conception
- Ken Heinen – photographie

## Classements hebdomadaires
| Classement (1972)              | Meilleure place |
| ------------------------------ | --------------- |
| Australie (Kent Music Report)  | 9               |
| Canada (Canadian Albums Chart) | 4               |
| États-Unis (Billboard 200)     | 1               |
| États-Unis (Top Soul Albums)   | 1               |
| Norvège (VG-lista)             | 17              |
| Royaume-Uni (UK Albums Chart)  | 47              |

## Certifications
| Pays                  | Certification | Unités certifiées |
| --------------------- | ------------- | ----------------- |
| Canada (Music Canada) | Or            | 50 000            |
| États-Unis (RIAA)     | Platine       | 1 000 000         |